# دوغ أرمسترونغ (مسير رياضي)
دوغ أرمسترونغ هو مسير رياضي كندي، ولد في 24 سبتمبر 1964 في سارنيا في كندا.